# Союз українських військових інвалідів
Сою́з украї́нських військо́вих інвалі́дів постав 1947 з метою опікуватися всіма (до 1959), пізніше лише військовими інвалідами на території Німеччини й Австрії.
1952 року мав 500, пізніше 150 (на всіх — 200) підопічних. Осідок — Мюнхен. Голови Союзу українських військових інвалідів: І. Марчук, І. Небола, М. Стечишин (1955 — 71), Р. Дебрицький.